# Bündnis 90/Die Grünen Nordrhein-Westfalen
Bündnis 90/Die Grünen Nordrhein-Westfalen ist ein Landesverband der Bundespartei Bündnis 90/Die Grünen. Vorsitzende sind Yazgülü Zeybek und Tim Achtermeyer.

## Organisation
Bündnis 90/Die Grünen sind in Nordrhein-Westfalen in 53 Kreisverbänden organisiert. Sie haben rund 300 Ortsverbände. Die Parteizentrale liegt in Düsseldorf.

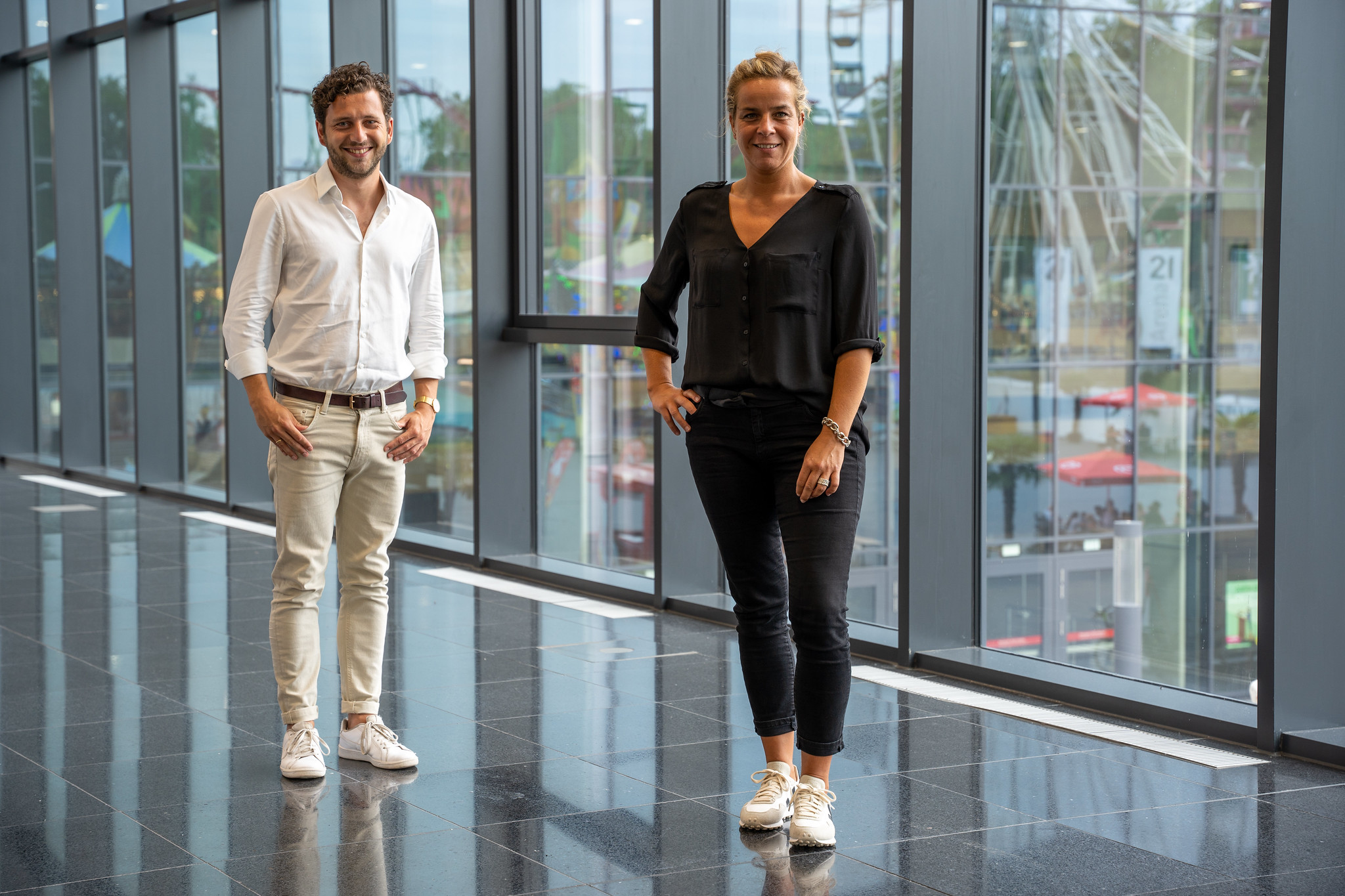
Mona Neubaur und Felix Banaszak bei der Landesdelegiertenkonferenz 2020 in Dortmund.

## Geschichte

### Anfänge
Am 16. Dezember 1979 um 17:10 Uhr gründete sich in Hersel bei Bonn der Landesverband der nordrhein-westfälischen Grünen. Sie entstanden in Nordrhein-Westfalen aus der Ökologie-, der Friedens- und der Frauenbewegung. Zu den Gründungsmitgliedern gehörten unter anderem Frank Asbeck, Petra Kelly, Gert Bastian, Wilhelm Knabe sowie auch der spätere NRW-Bauminister Michael Vesper.
Mit der Gründung der Landespartei war es möglich, zu der Landtagswahl in Nordrhein-Westfalen 1980 anzutreten. Für den Einzug in den NRW-Landtag reichte es mit den 3,0 % der abgegebenen Stimmen aber nicht.
Vier Jahre später erhielten sie bei der Kommunalwahl in Nordrhein-Westfalen 1984 landesweit 9,1 % der Stimmen. Etwa 1.300 Mandate in Stadt- und Gemeinderäten, Bezirksvertretungen und Kreistagen wurden nun von Grünen wahrgenommen. Damals hatte die Partei 8.000 Mitglieder.

### 1990er und Regierungsbeteiligung
Im Jahr 1990 zogen die NRW-Grünen – mit 5,0 % denkbar knapp – in den Düsseldorfer Landtag ein. Die ersten fünf Jahre betrieben die 12 Abgeordneten der Grünen Oppositionspolitik gegen die SPD-Alleinregierung im Land. Fünf Jahre später konnten sie mit 10 % der Stimmen und einer doppelt so großen Fraktion die absolute SPD-Mehrheit brechen und damit den Weg für eine rot-grüne Koalition freimachen. Bis zu den Landtagswahlen in Nordrhein-Westfalen 2005 gab es dann in Düsseldorf zwei aufeinanderfolgende Rot-Grüne Koalitionen. Vertreten wurde die rot-grüne Landesregierung auf Grüner Seite durch die ehemaligen Vorstandsmitglieder der ersten Landtagsfraktion Bärbel Höhn (Ministerin für Umwelt und Naturschutz, Landwirtschaft und Verbraucherschutz) und Michael Vesper (Stellvertretender Ministerpräsident und Minister für Städtebau und Wohnen, Kultur und Sport). Bei der Landtagswahl in Nordrhein-Westfalen 2005 erhielt die Partei 6,2 % der Stimmen. 2000 hatten sie noch 7,1 % erhalten.

### Abermalige Opposition ab 2005
Seit dem Verlust der rot-grünen Mehrheit bei den Landtagswahlen 2005 waren die Grüne Partei und die Fraktion (11 Abgeordnete) erneut in die Oppositionsrolle zurückgekehrt. Seit 2008 war ein Mitgliederzuwachs zu beobachten.

### Erneute Regierungsbeteiligung ab 2010
Bei der Landtagswahl 2010 erreichte die Partei mit Spitzenkandidatin Sylvia Löhrmann 12,1 % der Zweitstimmen und konnte 23 Mandate erringen. Nach der Bildung einer rot-grünen Minderheitsregierung unter der SPD-Spitzenfrau Hannelore Kraft wurde Löhrmann zur stellvertretenden Ministerpräsidentin und Ministerin für Schule und Weiterbildung ernannt. Daneben wurden Barbara Steffens als Gesundheitsministerin und Johannes Remmel als Umweltminister vereidigt. 2012 setzte die rot-grüne Koalition aus SPD und Grünen ihre Regierungsarbeit mit errungener Mehrheit fort.
Während der Regierungszeit erreichte der Landesverband einen Mitgliederrekord.

### Opposition ab 2017
Ab der Landtagswahl 2017 waren die Grünen Nordrhein-Westfalen erneut Oppositionspartei. Bei den Europawahlen 2019 entfielen landesweit 23,2 Prozent der Stimmen auf die Partei. Bei den Kommunalwahlen in Nordrhein-Westfalen 2020 erreichte die Partei 20 Prozent der Stimmen und stellte seitdem die Oberbürgermeister in Bonn, Aachen und Wuppertal.

### Regierungsbeteiligung ab 2022
Bei der Landtagswahl 2022 konnten die Grünen ein Rekordergebnis erzielen; sie erhielten 18,2 Prozent der Stimmen, was 39 Sitzen im Landtag entspricht. Nachfolgend gingen sie eine schwarz-grünen Koalition unter der Führung von CDU-Ministerpräsident Hendrik Wüst ein und übernahmen vier Ministerposten.

### Wahlergebnisse

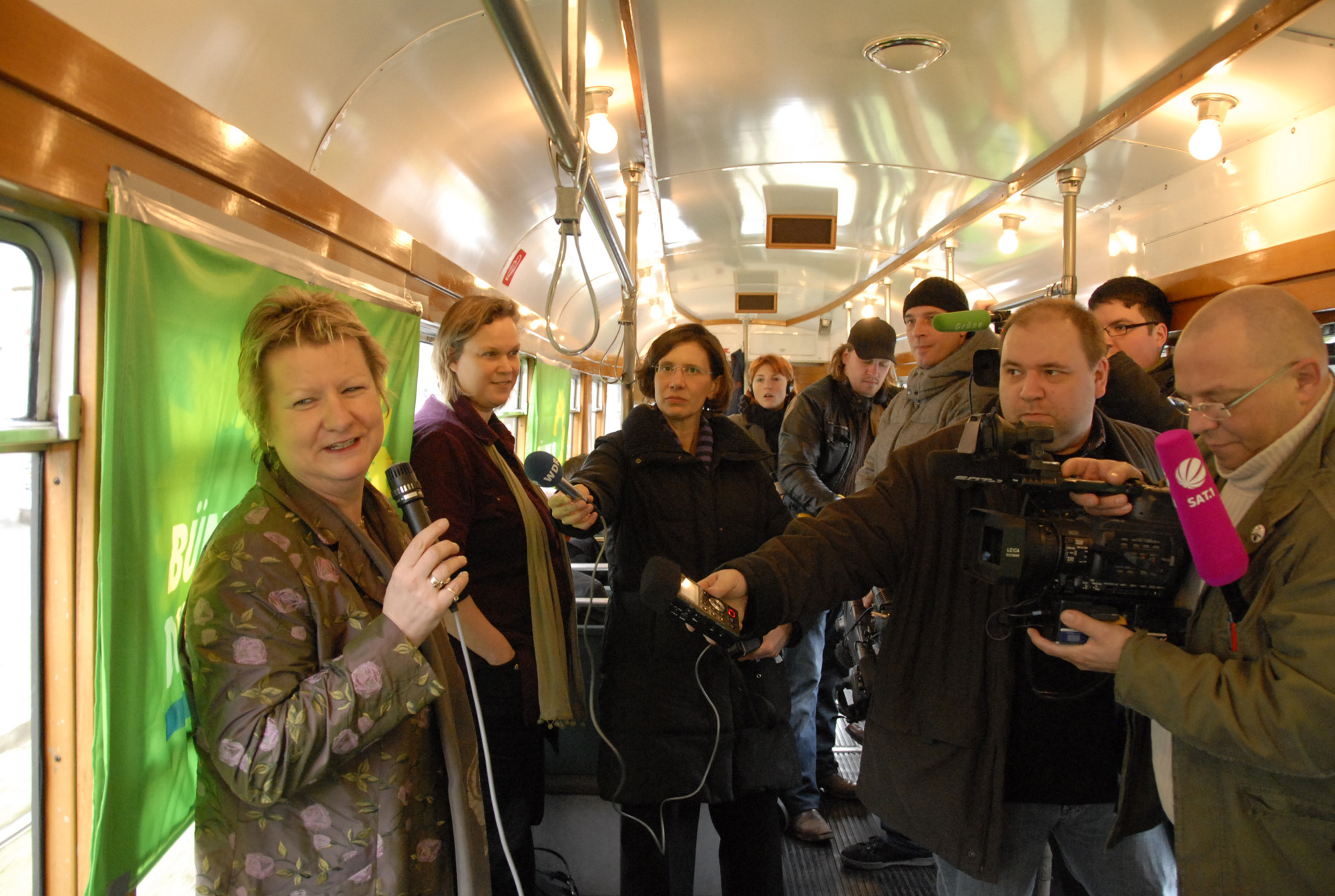
Sylvia Löhrmann stellt sich in einer Straßenbahn der Presse

| Landtagswahlergebnisse       | Landtagswahlergebnisse | Landtagswahlergebnisse | Landtagswahlergebnisse   |
| ---------------------------- | ---------------------- | ---------------------- | ------------------------ |
| Legislaturperiode            | Ergebnis               | Sitze                  | Frauenanteil             |
| 9. (1980–1985) 11. Mai 1980  | 3,0 %                  |                        |                          |
| 10. (1985–1990) 12. Mai 1985 | 4,6 %                  |                        |                          |
| 11. (1990–1995) 13. Mai 1990 | 5,0 %                  | 12                     | 50 %                     |
| 12. (1995–2000) 14. Mai 1995 | 10,0 %                 | 24                     | 50 %                     |
| 13. (2000–2005) 14. Mai 2000 | 7,1 %                  | 17                     | 52,94 %                  |
| 14. (2005–2010) 22. Mai 2005 | 6,2 %                  | 12                     | 50 %                     |
| 15. (2010–2012) 9. Mai 2010  | 12,1 %                 | 23                     | 52,17 %                  |
| 16. (2012–2017) 13. Mai 2012 | 11,3 %                 | 29                     | 48,28 % (seit März 2013) |
| 17. (2017-2022) 14. Mai 2017 | 6,4 %                  | 14                     | 50 %                     |
| 18. (seit 2022) 15. Mai 2022 | 18,2 %                 | 39                     | 59 %                     |

| Kommunalwahlergebnisse           | Kommunalwahlergebnisse | Kommunalwahlergebnisse |
| -------------------------------- | ---------------------- | ---------------------- |
| Gemeinderäte Nordrhein-Westfalen | 1984                   | 8,2 %                  |
| Gemeinderäte Nordrhein-Westfalen | 1989                   | 8,3 %                  |
| Gemeinderäte Nordrhein-Westfalen | 1994                   | 10,2 %                 |
| Gemeinderäte Nordrhein-Westfalen | 1999                   | 7,3 %                  |
| Gemeinderäte Nordrhein-Westfalen | 2004                   | 10,3 %                 |
| Gemeinderäte Nordrhein-Westfalen | 2009                   | 12,0 %                 |
| Gemeinderäte Nordrhein-Westfalen | 2014                   | 11,7 %                 |
| Gemeinderäte Nordrhein-Westfalen | 2020                   | 20 %                   |

| Bundestagswahlergebnisse           | Bundestagswahlergebnisse | Bundestagswahlergebnisse |
| ---------------------------------- | ------------------------ | ------------------------ |
| Bundestagswahl Nordrhein-Westfalen | 1980                     | 1,2 %                    |
| Bundestagswahl Nordrhein-Westfalen | 1983                     | 5,2 %                    |
| Bundestagswahl Nordrhein-Westfalen | 1987                     | 7,5 %                    |
| Bundestagswahl Nordrhein-Westfalen | 1990                     | 4,3 %                    |
| Bundestagswahl Nordrhein-Westfalen | 1994                     | 7,4 %                    |
| Bundestagswahl Nordrhein-Westfalen | 1998                     | 6,9 %                    |
| Bundestagswahl Nordrhein-Westfalen | 2002                     | 8,9 %                    |
| Bundestagswahl Nordrhein-Westfalen | 2005                     | 7,6 %                    |
| Bundestagswahl Nordrhein-Westfalen | 2009                     | 10,1 %                   |
| Bundestagswahl Nordrhein-Westfalen | 2013                     | 8,0 %                    |
| Bundestagswahl Nordrhein-Westfalen | 2017                     | 7,6 %                    |
| Bundestagswahl Nordrhein-Westfalen | 2021                     | 16,1 %                   |

| Landesergebnisse bei Europawahlen | Landesergebnisse bei Europawahlen | Landesergebnisse bei Europawahlen |
| --------------------------------- | --------------------------------- | --------------------------------- |
| Europawahl Nordrhein-Westfalen    | 1979                              | 3,0 %                             |
| Europawahl Nordrhein-Westfalen    | 1984                              | 8,0 %                             |
| Europawahl Nordrhein-Westfalen    | 1989                              | 7,9 %                             |
| Europawahl Nordrhein-Westfalen    | 1994                              | 11,2 %                            |
| Europawahl Nordrhein-Westfalen    | 1999                              | 7,1 %                             |
| Europawahl Nordrhein-Westfalen    | 2005                              | 12,6 %                            |
| Europawahl Nordrhein-Westfalen    | 2009                              | 12,5 %                            |
| Europawahl Nordrhein-Westfalen    | 2014                              | 10,1 %                            |
| Europawahl Nordrhein-Westfalen    | 2019                              | 23,2 %                            |

## Grüne Fraktion NRW

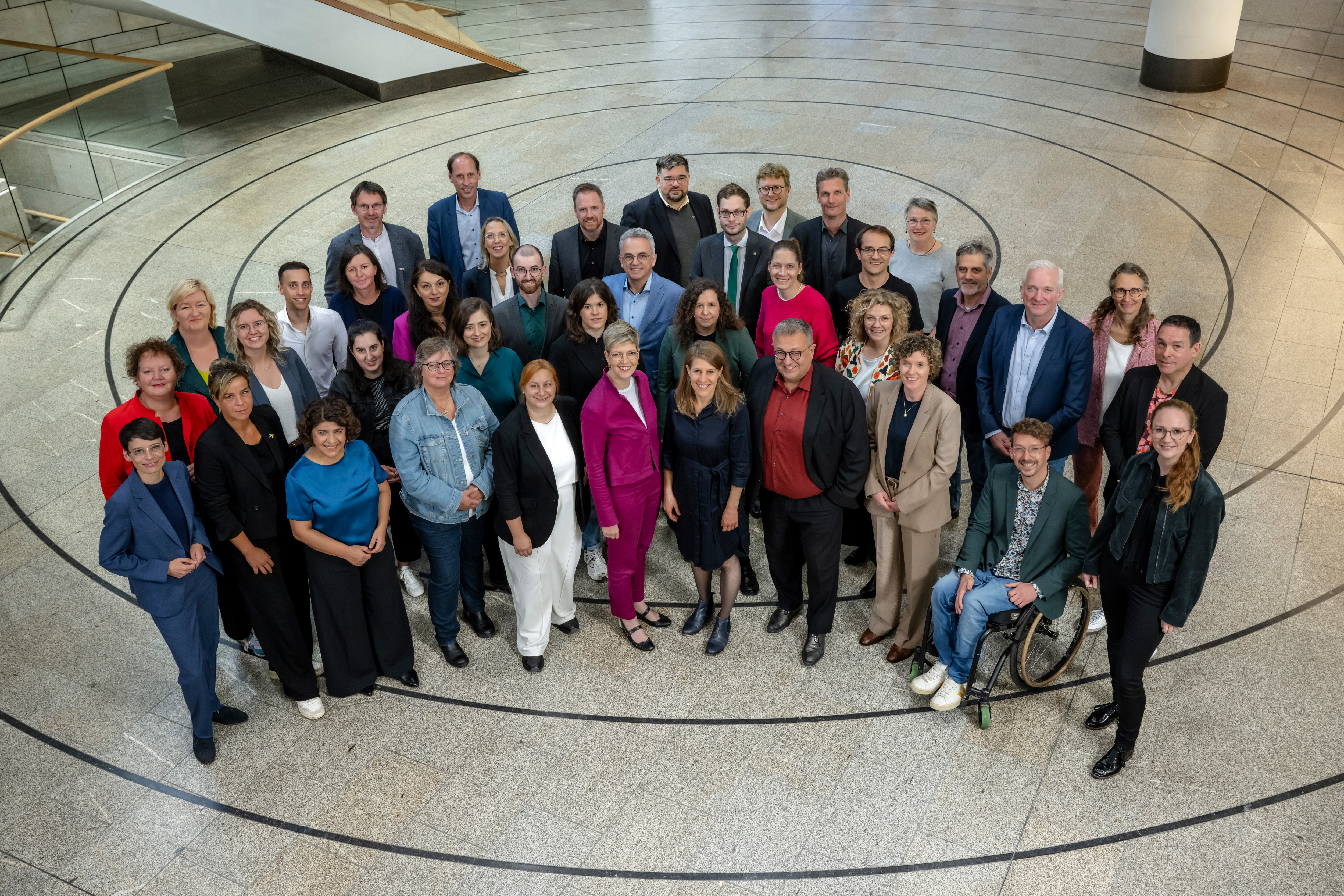
Die Fraktion von Bündnis 90/Die Grünen im Landtag Nordrhein-Westfalen 2024, 18. Wahlperiode

Die Grüne Fraktion NRW ist die Fraktion von Bündnis 90/Die Grünen im Landtag Nordrhein-Westfalen. In der aktuellen 18. Wahlperiode (seit 2022) stellt die Grüne Fraktion 39 Abgeordnete im Landtag NRW. Nach fünf Jahren in der Opposition sind die Grünen seit 2022 Teil einer schwarz-grünen Regierung.

### Vorstand
Nach der Landtagswahl 2022 wählte die Fraktion Wibke Brems und Verena Schäffer zu ihren Vorsitzenden. Gönül Eğlence, Julia Höller, Michael Röls-Leitmann und Norwich Rüße wurden zu Stellvertretenden Vorsitzenden gewählt, Norika Creuzmann zur Fraktionsgeschäftsführerin und Mehrdad Mostofizadeh zum Parlamentarischen Geschäftsführer.

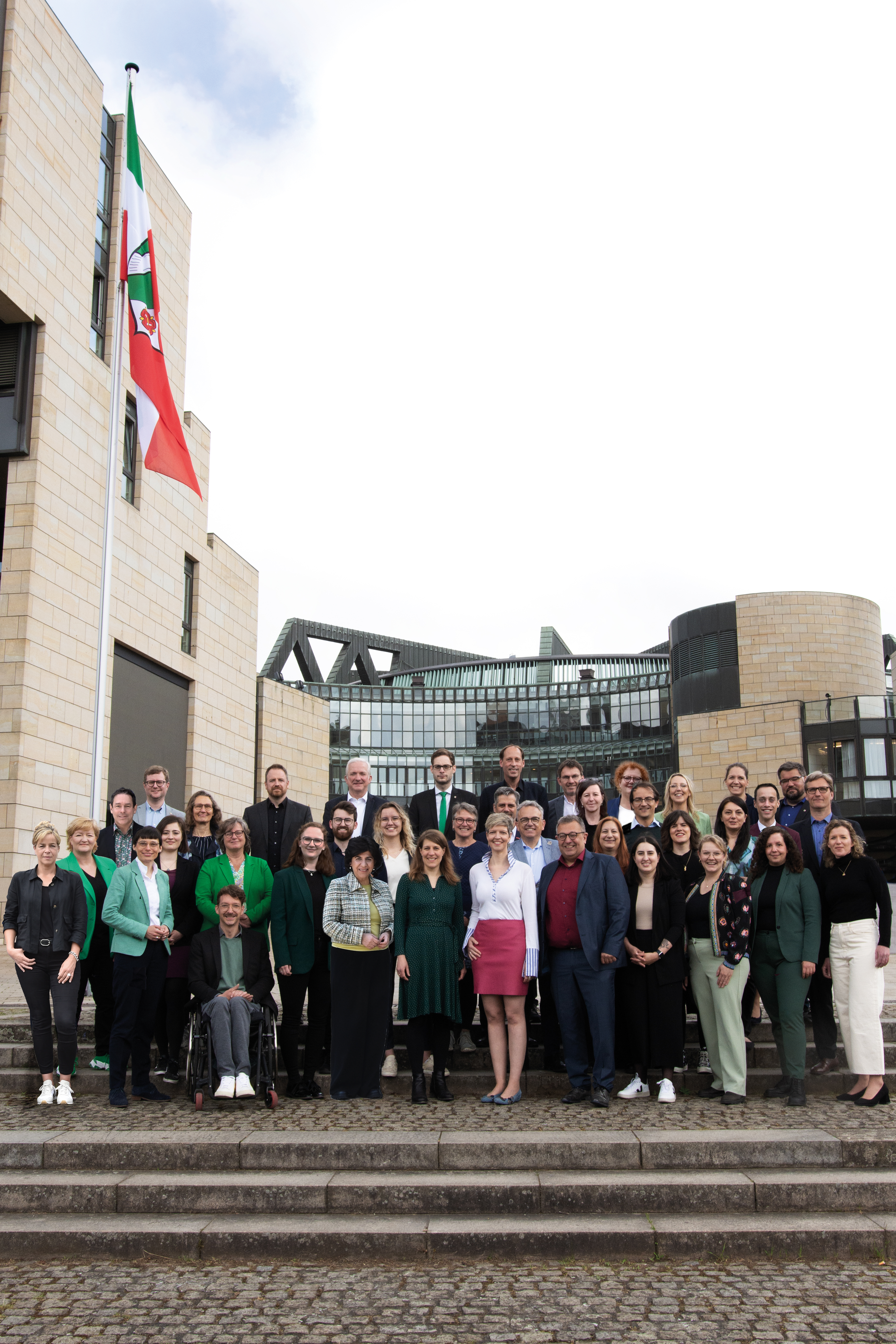
Die Grüne Landtagsfraktion NRW 2023, 18. Wahlperiode

| Legislaturperiode    | Vorsitzende/r                       |
| -------------------- | ----------------------------------- |
| 11. (1990 – 1995)    | Bärbel Höhn                         |
| 12. (1995 – 2000)    | Gisela Nacken und Roland Appel      |
| 12. (1999 – 1999)    | Christiane Bainski und Roland Appel |
| 12. (1999 – 2000)    | Sylvia Löhrmann und Roland Appel    |
| 13. (2000 – 2005)    | Sylvia Löhrmann                     |
| 14. (2005 – 2010)    | Sylvia Löhrmann                     |
| 15. (2010 – 2012)    | Reiner Priggen                      |
| 16. (2012 – 2015)    | Reiner Priggen                      |
| 16. (2015 – 2017)    | Mehrdad Mostofizadeh                |
| 17. (2017 – 2020)    | Monika Düker und Arndt Klocke       |
| 17. (2020 bis 2022)  | Josefine Paul und Verena Schäffer   |
| 18. (2022 bis jetzt) | Wibke Brems und Verena Schäffer     |

### Organisation
Das oberste beschlussfassende Organ der Grünen-Fraktion ist die Fraktionssitzung. Daran nehmen die Abgeordneten und alle Mitarbeiter der Fraktion teil. Sie findet in der Regel wöchentlich statt. In Beratungen, Abstimmungen und Wahlen entscheidet sie über die Politik der Grünen Landtagsfraktion. Dazu zählen Diskussion und Abstimmungen über die parlamentarische Arbeit im Landtag NRW, Anträge und Gesetzentwürfe, die Einrichtung von Arbeitskreisen oder die Verteilung von Aufgabenbereichen.

### Grundsätze

#### Frauenquote
Die Satzung von Bündnis 90/Die Grünen legt fest, dass mindestens die Hälfte der Listenplätze für Frauen reserviert ist. Der Anteil der weiblichen Landtagsabgeordneten der Grünen-Fraktion NRW lag in der 11., 12. und 14. Legislaturperiode genau bei 50 Prozent, in der 13. und 15. Legislatur lag er darüber. Mit Beginn der 18. Wahlperiode stieg der Anteil der Frauen in der Fraktion auf 59 %.

#### Transparenz
Die Grüne Fraktion NRW veröffentlicht regelmäßig alle Nebeneinkünfte ihrer Abgeordneten. Auch in der laufenden Legislatur die Selbstverpflichtung zur Veröffentlichung ihrer Einkünfte von allen Abgeordneten unterzeichnet. Die Einkünfte sind auf der Homepage der Grünen-Fraktion einsehbar.

### Mitglieder der Fraktion
Die Fraktionsmitglieder der 18. Wahlperiode (seit 2022) sind:
| Name                   | Zuständigkeit für Wahlkreise                                                                                 | Funktion                                                                                           |
| ---------------------- | --- | -------------------------------------------------------------------------------------------------- |
| Achtermeyer, Tim       | Bonn I | |
| Aymaz, Berivan         | Köln V – VII                                                                                                 | Vizepräsidentin des Landtags, Sprecherin für Europa, Internationales und Eine Welt                 |
| Besche-Krastl, Ina     | Mettmann, Mülheim II, Wuppertal I + II, Wuppertal III/Solingen I                                             | Sprecherin für Schienenverkehr                                                                     |
| Bostancieri, Ilayda    | Gelsenkirchen I/Recklinghausen V, Gelsenkirchen II, Bottrop/Recklinghausen VI                                | Sprecherin für Frauen, Gleichstellung und Queerpolitik                                             |
| Brems, Wibke           | Gütersloh I/Bielefeld, Gütersloh II + III                                                                    | Fraktionsvorsitzende                                                                               |
| Creuzmann, Norika      | Paderborn, Höxter                                                                                            | Fraktionsgeschäftsführerin, Sprecherin für Kinder- und Jugendschutz sowie Anti-Atom-Politik        |
| Deppermann, Dorothea   | Münster III/Coesfeld III                                                                                     | Sprecherin für Demokratie und Verfassungsschutz                                                    |
| Eğlence, Gönül         | Essen I + II                                                                                                 | Stv. Fraktionsvorsitzende, Sprecherin für Migration und Teilhabe                                   |
| Eisentraut, Julia      | Lippe I + III, Lippe II/Herford III                                                                          | Sprecherin für Digitalisierung, Wissenschaft, Datenschutz und Weiterbildung                        |
| Engstfeld, Stefan      | Düsseldorf II – IV, Wuppertal I/Solingen I                                                                   | |
| Grothus, Antje         | Düren I, Düren II/Euskirchen II, Rhein Erft Kreis II + III                                                   | Sprecherin für Transformation, nachhaltigen Strukturwandel und Beteiligung sowie Bergbausicherheit |
| Hanses, Dagmar         | Hochsauerlandkreis, Soest                                                                                    | Sprecherin für Jugendpolitik und Rechtspolitik                                                     |
| Höller, Julia          | Bonn II | Stv. Fraktionsvorsitzende, Sprecherin für Innenpolitik                                             |
| Jablonski, Frank       | Köln II | Sprecher für Kulturpolitik                                                                         |
| Kaiser, Gregor         | Märkischer Kreis, Olpe                                                                                       | Sprecher für Wald und Nachhaltigkeit sowie Haushaltskontrolle                                      |
| Klocke, Arndt          | Köln III + IV, Leverkusen                                                                                    | Sprecher für Bauen und Wohnen sowie mentale Gesundheit                                             |
| Korte, Robin           | Unna I + II, Unna III/Hamm II, Münster II                                                                    | Sprecher für Kommunalpolitik                                                                       |
| Matzoll, Jan           | Recklinghausen I-IV, Gelsenkirchen I/Recklinghausen V, Bochum                                                | Sprecher für Wirtschaft, Industrie und Innovation                                                  |
| Metz, Martin           | Düren II/Euskirchen II, Euskirchen I + III, Rhein-Sieg-Kreis                                                 | Sprecher für Fahrrad-, Straßen- und Flugverkehr                                                    |
| Mostofizadeh, Mehrdad  | Mülheim/Ruhr, Essen III + IV                                                                                 | Parlamentarischer Geschäftsführer, Sprecher für Pflege und Alter                                   |
| Neubaur, Mona          | Düsseldorf I                                                                                                 | |
| Osei, Christina        | Gütersloh I/Bielefeld III, Bielefeld I + II, Herford I, Herford II/Minden-Lübbecke III, Lippe II/Herford III | Sprecherin für Petitionen                                                                          |
| Paul, Josefine         | Münster IV/Steinfurt IV                                                                                      | |
| Postma, Laura          | Aachen III + IV                                                                                              | Sprecherin für Öffentlichen Nahverkehr                                                             |
| Rauer, Benjamin        | Minden-Lübbecke I + II, Herford II/Minden-Lübbecke III                                                       | Sprecher für Arbeit, Flucht und Religionspolitik                                                   |
| Rock, Simon            | Siegen-Wittgenstein, Remscheid/Oberberg III, Rhein-Kreis-Neuss                                               | Sprecher für Haushalt und Finanzen                                                                 |
| Röls-Leitmann, Michael | Dortmund, Herne                                                                                              | Stv. Fraktionsvorsitzender, Sprecher für Klimaschutz und Energiepolitik                            |
| Rüße, Norwich          | Borken, Steinfurt                                                                                            | Sprecher für Landwirtschaft, Tierschutz und Verbraucherschutz                                      |
| Schäffer, Verena       | Ennepe-Ruhr-Kreis, Hagen                                                                                     | Fraktionsvorsitzende                                                                               |
| Sonne, Dennis          | Coesfeld II/I, Borken III, Selm                                                                              | Sprecher für Inklusion und Behindertenpolitik sowie Landesliegenschaften                           |
| Tarner, Hedwig         | Hamm I | Sprecherin für Stadtentwicklung und Sport                                                          |
| Thoms, Meral           | Krefeld, Viersen                                                                                             | Sprecherin für Gesundheitspolitik                                                                  |
| Vogelheim, Astrid      | Aachen I + II                                                                                                | Sprecherin für Klimafolgenanpassung und Wasserschutz                                               |
| von Marenholtz, Anja   | Rhein Erft Kreis I                                                                                           | Sprecherin für Medienpolitik                                                                       |
| Wenzel, Jule           | Duisburg, Oberhausen, Wesel I                                                                                | Sprecherin für Sozialpolitik                                                                       |
| Wille, Volkhard        | Kleve, Wesel II – IV, Oberhausen-Wesel I                                                                     | Sprecher für Natur- und Umweltschutz                                                               |
| Woestmann, Eileen      | Köln I | Sprecherin für Kinder und Familie                                                                  |
| Zimmermann, Mark       | Oberbergischer Kreis, Remscheid/Oberberg III, Rheinisch Bergischer Kreis                                     | Sprecher für Handwerk und Mittelstand                                                              |
| Zingsheim-Zobel, Lena  | Heinsberg, Mönchengladbach                                                                                   | Sprecherin für Schule und Bildung                                                                  |

### Geschichte

#### 17. Wahlperiode (2017 – 2022)
Sylvia Löhrmann hat ihr Mandat kurz nach der Landtagswahl am 14. Juli 2017 niedergelegt, für sie rückte Wibke Brems nach. Barbara Steffens ist im Mai 2018 ausgeschieden, auf sie folgte Stefan Engstfeld.
In der Wahlperiode lag die Frauenquote mit 42,8 Prozent unter 50 Prozent, da mit Löhrmann und Steffens zwei Frauen nach der Landtagswahlniederlage aus der Fraktion ausschieden und aufgrund der Listenplatzvergabe ein Mann (gerade Listenplätze) und eine Frau (ungerader Listenplatz) in die Fraktion nachrückten.
Die Fraktionsmitglieder zum Ende der 17. Wahlperiode waren:
| Name                    | Zuständigkeit für die Wahlkreise                                         | Funktion |
| ----------------------- | ------------------------------------------------------------------------ | --- |
| Aymaz, Berivan          | Köln, Rheinisch-Bergischer Kreis, Oberbergischer Kreis, Leverkusen       | Sprecherin für Integrationspolitik, Flüchtlingspolitik und Internationales/Eine Welt                                                              |
| Becker, Horst           | Rhein-Sieg-Kreis, Bonn, Euskirchen                                       | Parlamentarischer Staatssekretär i. R., Sprecher für Wirtschaftspolitik und Landesplanung                                                         |
| Beer, Sigrid            | Paderborn, Höxter                                                        | Sprecherin für Bildung, Petitionen und Religionspolitik                                                                                           |
| Bolte-Richter, Matthias | Bielefeld, Minden-Lübbecke, Lippe                                        | Sprecher für Wissenschaft, Innovation, Digitalisierung und Datenschutz                                                                            |
| Brems, Wibke            | Gütersloh, Herford                                                       | Stellv. Fraktionsvorsitzende, Fraktionsgeschäftsführerin, Sprecherin für Klimaschutz- und Energiepolitik, Bergbausicherheit und Anti-Atom-Politik |
| Düker, Monika           | Düsseldorf, Wuppertal, Remscheid, Solingen                               | Sprecherin für Haushalts- und Finanzpolitik |
| Engstfeld, Stefan       | Düsseldorf, Mettmann, Krefeld                                            | Sprecher für Rechtspolitik |
| Keymis, Oliver          | Neuss, Heinsberg, Kleve, Mönchengladbach, Viersen, Wesel                 | Vizepräsident des Landtags, Sprecher für Kultur und Medien                                                                                        |
| Klocke, Arndt           | Köln, Aachen, Rhein-Erft, Düren                                          | Stellv. Fraktionsvorsitzender, Sprecher für Verkehr, Bauen und Wohnen                                                                             |
| Mostofizadeh, Mehrdad   | Essen, Bochum, Mülheim, Oberhausen, Bottrop, Duisburg                    | Parlamentarischer Geschäftsführer Sprecher für Arbeit, Gesundheit, Soziales und Kommunalpolitik                                                   |
| Paul, Josefine          | Münster, Hamm, Soest, Warendorf                                          | Fraktionsvorsitzende, Sprecherin für Kinder, Jugend und Familie, Sprecherin für Frauen- und Queerpolitik, Sprecherin für Sportpolitik             |
| Remmel, Johannes        | Siegen-Wittgenstein, Olpe, Hochsauerlandkreis, Märkischer Kreis          | Sprecher für Europapolitik und Stadtentwicklung                                                                                                   |
| Rüße, Norwich           | Steinfurt, Borken, Coesfeld, Unna                                        | Sprecher für Landwirtschaft, Natur-, Umwelt-, Tier- und Verbraucherschutz                                                                         |
| Schäffer, Verena        | Ennepe-Ruhr-Kreis, Hagen, Herne, Dortmund, Gelsenkirchen, Recklinghausen | Fraktionsvorsitzende, Sprecherin für Innenpolitik und Strategien gegen Rechtsextremismus                                                          |

#### 16. Wahlperiode (2012 – 2017)
Mit 11,3 Prozent der Stimmen und 29 Abgeordneten war die Grüne Fraktion im Landtag Nordrhein-Westfalen die größte Grüne Fraktion seit dem Einzug im Jahr 1990. Die Koalition zwischen SPD und Grünen wurde als Mehrheitsregierung weitergeführt. Die drei Grünen Minister setzten ihre Tätigkeit in der Landesregierung fort: Sylvia Löhrmann als Ministerin für Schule und Weiterbildung, Barbara Steffens als Ministerin für Gesundheit, Emanzipation, Pflege und Alter und Johannes Remmel als Minister für Klimaschutz, Umwelt, Landwirtschaft, Natur- und Verbraucherschutz. Entsprechend des damals geltenden Partei-Prinzips der Trennung von Amt und Mandat legten die drei Minister ihre Landtagsmandate nieder. Am 28. November 2012 verabschiedet der Landtag Nordrhein-Westfalen das Haushaltsgesetz 2012, das in der vorherigen Wahlperiode Auslöser der vorzeitigen Auflösung des Landtags war.
Abgeordnete:
- Abel, Martin-Sebastian (nachgerückt am 2. November 2012 für Sylvia Löhrmann)
- Asch, Andrea
- Baş, Ali (nachgerückt am 18. März 2013 für Barbara Steffens)
- Becker, Horst
- Beer, Sigrid
- Beisheim, Birgit
- Beu, Rolf
- Bolte, Matthias
- Brems, Wibke
- Düker, Monika
- Engstfeld, Stefan
- Goldmann, Herbert Franz
- Grochowiak-Schmieding, Manuela (nachgerückt am 2. November 2012 für Johannes Remmel)
- Hanses, Dagmar
- Keymis, Oliver
- Klocke, Arndt
- Krüger, Mario
- Löhrmann, Sylvia (ausgeschieden am 31. Oktober 2012)
- Maaßen, Martina
- Markert, Hans Christian
- Mostofizadeh, Mehrdad
- Paul, Josefine
- Priggen, Reiner
- Remmel, Johannes (ausgeschieden am 31. Oktober 2012)
- Rüße, Norwich
- Schäffer, Verena
- Schmitt-Promny, Karin (nachgerückt am 14. April 2015 für Daniela Schneckenburger)
- Schneckenburger, Daniela (ausgeschieden am 13. April 2015)
- Seidl, Ruth
- Barbara Steffens (ausgeschieden am 15. März 2013)
- Ünal, Arif
- Velte, Jutta
- Zentis, Gudrun

#### 15. Wahlperiode (2010 – 2012)
Mit einem Wahlergebnis von 12,1 Prozent erzielen die Grünen bei der Landtagswahl 2010 ihr bisher bestes Wahlergebnis in NRW und zogen mit 23 Abgeordneten in den Landtag ein. SPD und Grüne bildeten eine Minderheitsregierung. Mit Sylvia Löhrmann als Ministerin für Schule und Weiterbildung, Barbara Steffens als Ministerin für Gesundheit, Emanzipation, Pflege und Alter sowie Johannes Remmel als Minister für Klimaschutz, Umwelt, Landwirtschaft, Natur- und Verbraucherschutz stellten die Grünen zwei Ministerinnen und einen Minister im Kabinett. Aufgrund der unsicheren neuen Situation während der Minderheitsregierung von 2010 bis 2012 wurde eine Verabredung getroffen, das damals geltende Partei-Prinzip der Trennung von Amt und Mandat nicht zur Anwendung zu bringen, so dass die Minister ihre Landtagsmandate behielten. Nach gescheiterten Haushaltsberatungen endete die Wahlperiode vorzeitig am 14. März 2012 mit der Auflösung des Landtags.
Abgeordnete:
- Asch, Andrea
- Becker, Horst
- Beer, Sigrid
- Bolte, Matthias
- Brems, Wibke
- Düker, Monika
- Engstfeld, Stefan
- Hanses, Dagmar
- Keymis, Oliver
- Klocke, Arndt
- Löhrmann, Sylvia (Ministerin für Schule und Weiterbildung, Stellv. Ministerpräsidentin)
- Maaßen, Martina
- Markert, Hans Christian
- Mostofizadeh, Mehrdad
- Paul, Josefine
- Priggen, Reiner
- Remmel, Johannes (Minister für Klimaschutz, Umwelt, Landwirtschaft, Natur- und Verbraucherschutz)
- Rüße, Norwich
- Schäffer, Verena
- Schneckenburger, Daniela
- Seidl, Ruth
- Steffens, Barbara (Ministerin für Gesundheit, Emanzipation, Pflege und Alter)
- Ünal, Arif

14. Wahlperiode (2005 – 2010)
Bei der Landtagswahl erreichten die Grünen 6,2 Prozent. Die zwölf Abgeordneten nahmen auf der Oppositionsbank Platz.
Abgeordnete:
- Asch, Andrea
- Becker, Horst
- Beer, Sigrid
- Düker, Monika
- Groth, Ewald (nachgerückt am 1. Oktober 2006 für Michael Vesper)
- Höhn, Bärbel (ausgeschieden am 10. November 2005)
- Keymis, Oliver
- Löhrmann, Sylvia
- Priggen, Reiner
- Remmel, Johannes
- Sagel, Rüdiger (Austritt am 15. Juni 2007)
- Seidl, Ruth (nachgerückt am 10. November 2005 für Bärbel Höhn)
- Steffens, Barbara
- Vesper, Michael (ausgeschieden am 30. September 2006)

#### 13. Wahlperiode (2000 – 2005)
Bei der Landtagswahl am 14. Mai 2000 erzielten die Grünen 7,1 Prozent und zogen mit 17 Abgeordneten in den Landtag ein. Mit Bärbel Höhn als Ministerin für Umwelt und Naturschutz, Landwirtschaft und Verbraucherschutz und Michael Vesper als Minister für Städtebau und Wohnen, Kultur und Sport stellten sie weiterhin eine Ministerin und einen Minister im Kabinett. Bärbel Höhn und Michael Vesper legten entsprechend des damals geltenden Partei-Prinzips der Trennung von Amt und Mandat ihre Landtagsmandate nieder.
Abgeordnete:
- Düker, Monika
- Eichenseher, Peter
- Groth, Ewald
- Haußmann, Sybille (nachgerückt am 25. Oktober 2000)
- Herrmann, Brigitte
- Höhn, Bärbel (ausgeschieden am 24. Oktober 2000)
- Hürten, Marianne
- Keymis, Oliver
- Karsli, Jamal (nachgerückt am 25. Oktober 2000 ausgetreten 2002)
- Koczy, Ute
- Löhrmann, Sylvia
- Müller, Edith
- Priggen, Reiner
- Remmel, Johannes
- Rommelspacher, Thomas
- Sagel, Rüdiger
- Seidl, Ruth
- Steffens, Barbara
- Vesper, Michael (ausgeschieden am 24. Oktober 2000)

#### 12. Wahlperiode (1995 – 2000)
Mit 10 Prozent verdoppelten die Grünen ihr Wahlergebnis in der 12. Wahlperiode. Die zweite Grüne Fraktion zog mit 24 Abgeordneten in den Landtag ein. Gemeinsam mit der SPD stellte die Grüne Fraktion erstmals die Regierung in NRW. Der erste Koalitionsvertrag wurde am 6. Juli 1995 unterschrieben. Bärbel Höhn wurde Ministerin für Umwelt, Raumordnung und Landwirtschaft. Das Ministerium für Bauen und Wohnen übernahm Michael Vesper. Beide legten entsprechend des damals geltenden Partei-Prinzips der Trennung von Amt und Mandat ihre Landtagsmandate nieder.
Abgeordnete:
- Appel, Roland
- Bainski, Christiane
- Bajohr, Stefan
- Busch, Manfred (ausgeschieden am 28. Februar 1998)
- Eichenseher, Peter
- Fitzek, Ingrid
- Groth, Ewald
- Grüber, Katrin
- Hammad, Hisham (ausgeschieden am 20. Oktober 1997)
- Hansen, Fred (nachgerückt am 1. Februar 1999)
- Hermann, Brigitte
- Heymann-Reder, vorm. Reder, Dorothea (nachgerückt am 21. Oktober 1997, ausgeschieden am 28. September 1998)
- Höhn, Bärbel (ausgeschieden am 2. Oktober 1995)
- Hürten, Marianne
- Karsli, Jamal (nachgerückt am 10. Oktober 1995)
- Koczy, Ute
- Kreutz, Daniel
- Landsberg, Alexandra
- Löhrmann, Sylvia (nachgerückt am 5. Oktober 1995)
- Mackenthun, Silke
- Mai, Gerhard (ausgeschieden am 2. Mai 1999)
- Martsch, Siegfried
- Michaelis, Rainer (nachgerückt am 4. Januar 1999)
- Nacken, Gisela (ausgeschieden am 31. Januar 1999)
- Paschke-Lehmann, Annette (nachgerückt am 29. September 1998, ausgeschieden am 31. Dezember 1998)
- Petring, Jens
- Remmel, Johannes
- Sagel, Rüdiger (nachgerückt am 2. März 1998)
- Schnelting-Hebeler, Ursula (nachgerückt am 3. Mai 1999)
- Schumann, Brigitte
- Tarner, Hedwig
- Vesper, Michael (ausgeschieden am 9. Oktober 1995)

#### 11. Wahlperiode (1990 – 1995)

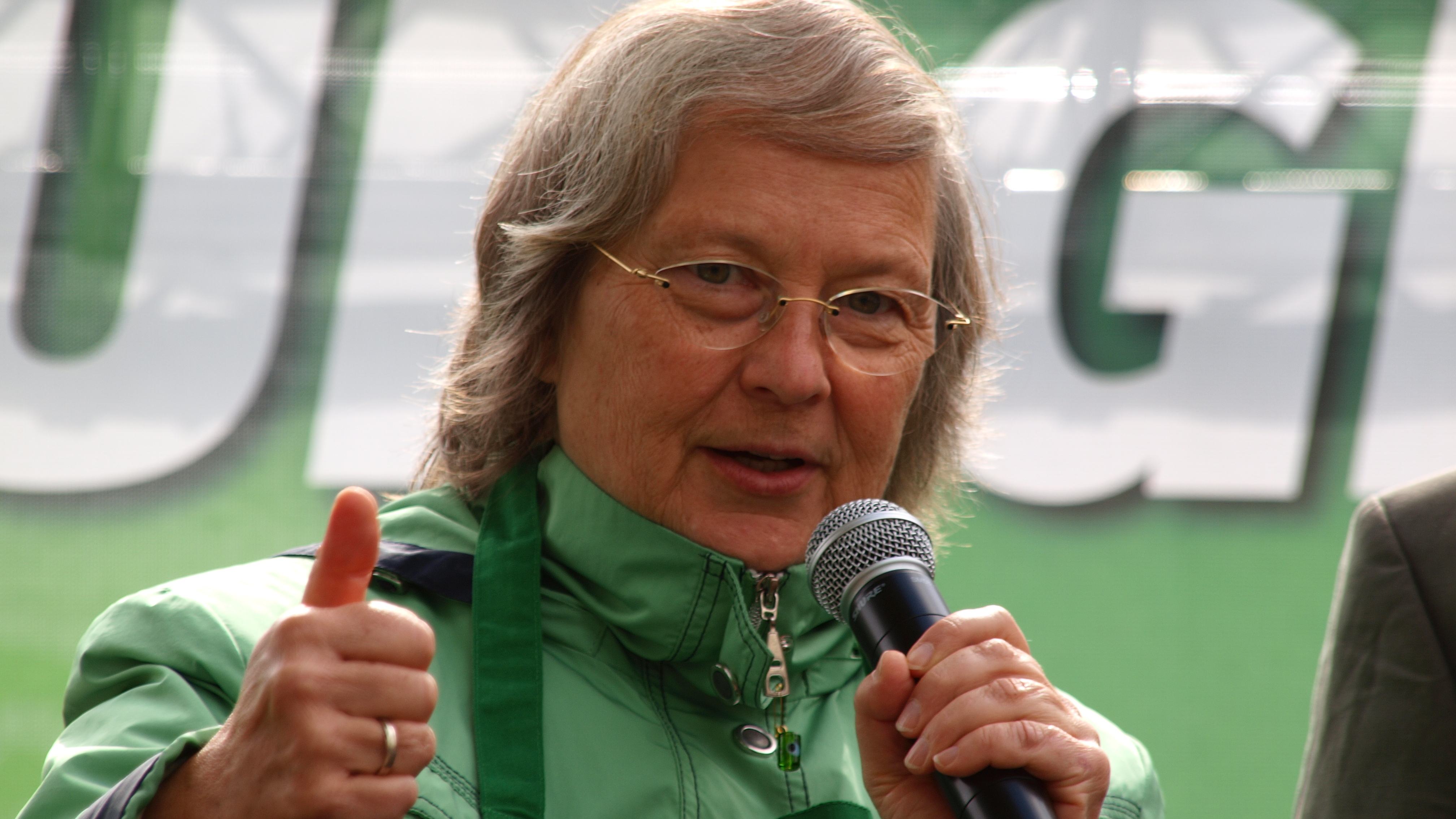
Bärbel Höhn (2013)

Die erste Grüne Fraktion zog am 13. Mai 1990 mit zwölf Abgeordneten in den Landtag Nordrhein-Westfalen ein. Bei der Landtagswahl erzielte sie 5 Prozent. Als symbolische Geste brachten die Grünen Parlamentarier zur ersten Plenarsitzung Blumen mit. Erste Fraktionsvorsitzende wurde Bärbel Höhn.
Abgeordnete:
- Appel, Roland
- Busch, Manfred
- Grüber, Katrin
- Höhn, Bärbel
- Hürten, Marianne
- Kreutz, Daniel
- Mai, Gerhard
- Martsch, Siegfried
- Nacken, Gisela
- Scheffler, Beate
- Schumann, Brigitte
- Vesper, Michael